# 杖立峠 (美馬市)
杖立峠（つえたてとうげ）は、徳島県美馬市に位置する峠である。標高1,049m。

## 地理
旧美馬郡穴吹町古宮と木屋平村との境界に位置。穴吹川支流の太合谷沿いには、古くから人が住み着いていたといわれ、集落の氏神である祇園神社には「応永4年3月15日」の室町時代初期の棟札がある。
杖立峠で、穴吹町平谷と太合を結ぶ峠道と、西の綱付山から東の正善山をつなぐ尾根路とが交差している。太合から登る道は急坂の連続で、峠に着くと杖を地面に突き立てて休んだところから、杖立峠と名付けられたと云われている。
峠一帯はスギやカラマツの植林地となっているが、クリやカエデの自然林もあって変化に富んでいる。